# 2MASS J0523-1403
2MASS J0523-1403 — звезда в южном созвездии Зайца. Находится на расстоянии около 40 световых лет от Солнца.
Это очень маленький красный карлик. При очень слабой видимой звёздной величине 21,05 V и низкой эффективной температуре 2074 К (1800,85 °C) он виден прежде всего в больших телескопах, чувствительных к инфракрасному свету. 2MASS J0523-1403 впервые был открыт при исследовании всего неба на длине волны 2 микрона 2MASS.

## Характеристики
2MASS J0523-1403 имеет светимость 0,000126 L☉, массу <0,08 M☉, радиус 0,086 R☉ и эффективную температуру 2074 K. Эти значения по состоянию на 2020 год являются самыми низкими, известными для звезды главной последовательности. Он имеет спектральный класс L2.5 и показатель цвета VK 9,42. Наблюдение с космического телескопа «Хаббл» не обнаружило спутника за пределами 0,15 секунд дуги. Спорадические радиоизлучения были обнаружены VLA в 2004 году. Выбросы H-альфа (Hα) также были обнаружены, что является признаком хромосферной активности.

## Предел горения водорода
Члены группы RECONS определили 2MASS J0523-1403 как представителя наименьших возможных звёзд. Его малый радиус находится на локальных минимумах зависимостей радиус-светимость и радиус-температура. Предполагается, что этот локальный минимум достигается на границе зажигания водорода в недрах звёзд из-за различий в зависимостях радиус-масса для звёзд и коричневых карликов. В отличие от звёзд, коричневые карлики уменьшаются в радиусе по мере увеличения массы.